# 茨城県道206号新川江戸崎線

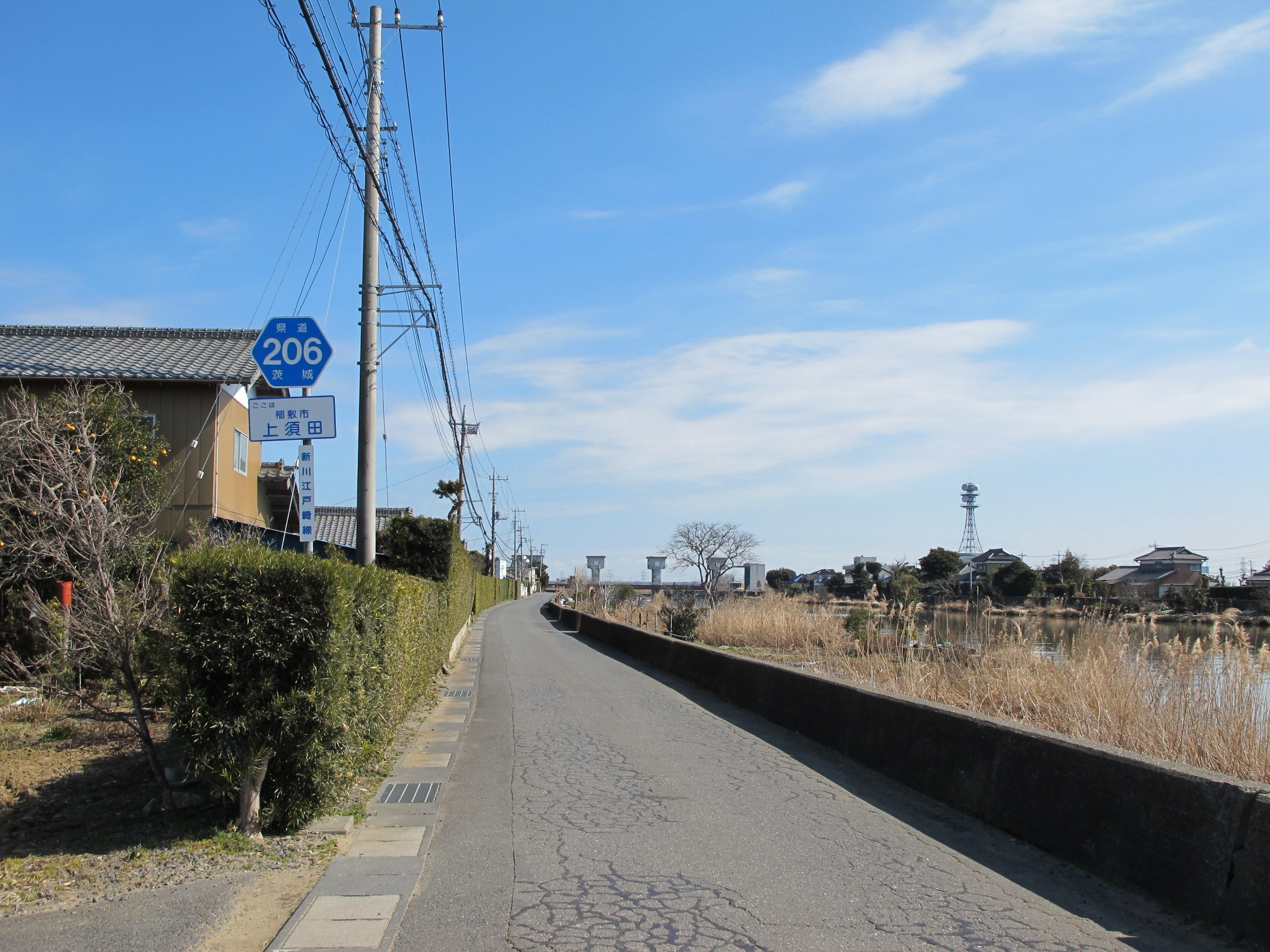
茨城県道206号新川江戸崎線
稲敷市上須田・起点付近（2014年2月）

茨城県道206号新川江戸崎線（いばらきけんどう206ごう しんかわえどさきせん）は、茨城県稲敷市内の一般県道である。

## 概要
稲敷市上須田の新利根川に架かる国道125号の新利根橋のたもとより分岐して東に延びて、稲敷大橋西交差点で北西方向に曲がり同市浮島地区を経由して、同市柏木 - 信太古渡区間で国道125号と重複し、同市佐倉の県道江戸崎新利根線交点で終点となる路線。路線名の「新川」は、稲敷市の平成の大合併以前の旧自治体であった稲敷郡東村大字新川、「江戸崎」は同じく同市の旧自治体である稲敷郡江戸崎町がそれぞれ由来である。

### 路線データ
- 起点：茨城県稲敷市上須田（国道125号交点）
- 終点：茨城県稲敷市佐倉（茨城県道49号江戸崎新利根線交点）
- 総延長：16.955 km[1]
- 重用延長：2.163 km[1]
- 未供用延長：なし[1]
- 実延長：14.792 km[1]
- 自動車交通不能区間延長[注釈 1]：なし[1]

## 歴史
1966年（昭和41年）、前身にあたる県道浮島江戸崎線の路線を延長して、稲敷郡東村大字新川（現、稲敷市上須田）国道124号分岐を起点とし、稲敷郡江戸崎町大字江戸崎の主要地方道成田江戸崎線交点まで至る区間として茨城県が県道路線を変更した。1995年（平成7年）に、整理番号変更により現在の整理番号206となり、現在に至る。

### 年表
- 1931年（昭和6年）9月1日：現在の路線の前々身である（旧）県道浮島江戸崎線が路線認定される[2]。
- 1959年（昭和34年）10月14日：現在の路線の前身である県道浮島江戸崎線（稲敷郡桜川村浮島 - 江戸崎町江戸崎、図面対照番号217）が再路線認定[2]。
- 1966年（昭和41年）6月1日
  - 県道路線の変更により、県道浮島江戸崎線（稲敷郡桜川村大字浮島 - 稲敷郡江戸崎町大字江戸崎 主要地方道成田江戸崎線交点）から、現在の路線である県道新川江戸崎線（稲敷郡東村大字新川 - 稲敷郡江戸崎町大字江戸崎 主要地方道成田江戸崎線交点）に変更される[3]。
  - 道路の区域を、稲敷郡東村大字新川から稲敷郡江戸崎町大字江戸崎まで（延長17.897 km）とし、供用開始[4]。
- 1987年（昭和62年）10月29日：稲敷郡桜川村大字浮島地内（稲敷大橋西交差点 - 浮島前原交差点）の道路改良による新道（1.867 km）が開通[5]。
- 1990年（平成2年）9月20日：稲敷郡江戸崎町大字古渡（国道125号） - 大字佐倉（県道江戸崎新利根線）の延長区間（約1.7km）が開通[6]。
- 1993年（平成5年）9月6日：桜川村大字浮島 - 大字下馬渡のバイパスを新設する道路区域（3.408 km）が決定する[7]。
- 1994年（平成6年）7月7日：桜川村大字飯出（旧道分岐・古渡小西交差点） - 大字柏木（国道125号・柏木交差点）のバイパス道路が開通する[8]。
- 1995年（平成7年）
  - 3月30日：整理番号273から現在の番号（整理番号206）に変更される[9]。
  - 8月7日：江戸崎町大字古渡（国道125号・信太古渡交差点） - 大字江戸崎字外浦の旧道（1.8113 km）が指定解除により町道に降格する[10]。
- 1997年（平成9年）1月13日：桜川村大字浮島地内（浮島大橋 - 浮島前原交差点）の霞ヶ浦湖岸ルートの旧道（2.961 km）が指定解除により村道に降格[11]。
- 2001年（平成13年）
  - 4月20日：桜川村大字浮島（浮島前原交差点） - 大字西の州を道路改良によるバイパス道路が開通する[12]。
  - 6月21日：桜川村大字西の洲 - 大字下馬渡の道路改良によるバイパス道路が開通する[13]。
- 2002年（平成14年）4月1日：江戸崎町古渡 - 同町佐倉の区間が、通行する車両の最大重量限度25トンの道路に指定される[14]。
- 2007年（平成19年）10月18日：バイパス開通を受けて、旧道区間（稲敷市浮島 - 同市下馬渡：4.448 km、同市岡飯出：302 m、同市堀之内 - 同市信太古渡：1.757 km）が県道指定解除になる[15]。

## 路線状況
起点付近の新利根川左岸沿いの道路は、1車線の狭隘路である。稲敷大橋から柏木の終点までの主要な区間は道路改良がされており、対向2車線の見通しも良く交通の流れの良い道路となっている。
道路法の規定に基づき、稲敷市上須田（国道125号交差） - 同市柏木（柏木交差点）間は、緊急輸送道路として機能を維持するため、災害発生時の被害拡大防止を目的に道路用地内に電柱を建てることが制限されている。

### 重複区間
- 国道125号（稲敷市柏木 - 同市信太古渡：約2.1 km）

### 道路施設
- 新浮島橋（北水路、稲敷市浮島）
- 新本郷橋（南水路、稲敷市西の洲 - 下馬渡）

## 地理
本県道は、稲敷市のほぼ霞ヶ浦の湖岸沿いの低地にある。主に田園地帯が広がり霞ヶ浦や新利根川を眺めることができる。沿線の自然豊かな浮島地区は霞ヶ浦の中でも貴重な湿原が残る自然公園が整備されている。本県道の延長線上に、カントリーラインと呼ばれる農道が稲敷大橋から南東方向に真っ直ぐ延びており、稲敷市西代地区へ行くことが出来る。

### 通過する自治体
- 茨城県
  - 稲敷市

### 交差する道路
- 国道125号（稲敷市上須田・起点）
- 国道125号（稲敷市柏木 柏木交差点 - 信太古渡）※重複区間
- 茨城県道49号江戸崎新利根線（稲敷市佐倉）

### 沿線
- 霞ヶ浦
- 和田公園（稲敷市浮島）